# 존 스톡턴
존 휴스턴 스톡턴(영어: John Houston Stockton, 1962년 3월 26일 ~ )은 미국의 은퇴한 농구 선수로 미국 프로 농구팀인 유타 재즈 소속으로 뛰었다.

## 생애
존 스톡턴은 워싱턴주 스포캔에서 클레멘타인 프라이와 잭 스톡턴 부부 사이에서 태어났다. 세인트 알로이시우스 학교에 다니다가 곤자가 예비학교로 전학을 갔고 1980년에 졸업한다. 고향 스포캔에 있는 곤자가 대학교에 진학하고 농구부에서 활동하면서 4학년 시즌에 경기당 20.9 득점을 기록했는데, 야투 성공률은 57%에 달했다. 존 스톡턴의 할아버지인 휴스턴 스톡턴 역시 곤자가 대학교 시절 유명한 운동선수였다. 곤자가 대학을 졸업하고 1984년 드래프트에 참여하면서 NBA에 진출한다.

## NBA 선수 시절
스톡턴은 1984년 NBA 드래프트에서 유타 재즈의 1라운드 전체 16순위 지명을 받고 입단한다. 우승은 하지 못했지만, 포인트가드의 정석으로 불린다.